# Chiesa di San Giuseppe Fuori le Mura
La chiesa di San Giuseppe Sposo della Beata Vergine Maria, meglio conosciuta con il nome di chiesa di San Giuseppe Fuori le Mura, è un luogo di culto cattolico che sorge nel quartiere di Borgo Venezia a Verona; si tratta di una chiesa parrocchiale facente parte del vicariato di Verona Nord Est nell'omonima diocesi.

## Storia

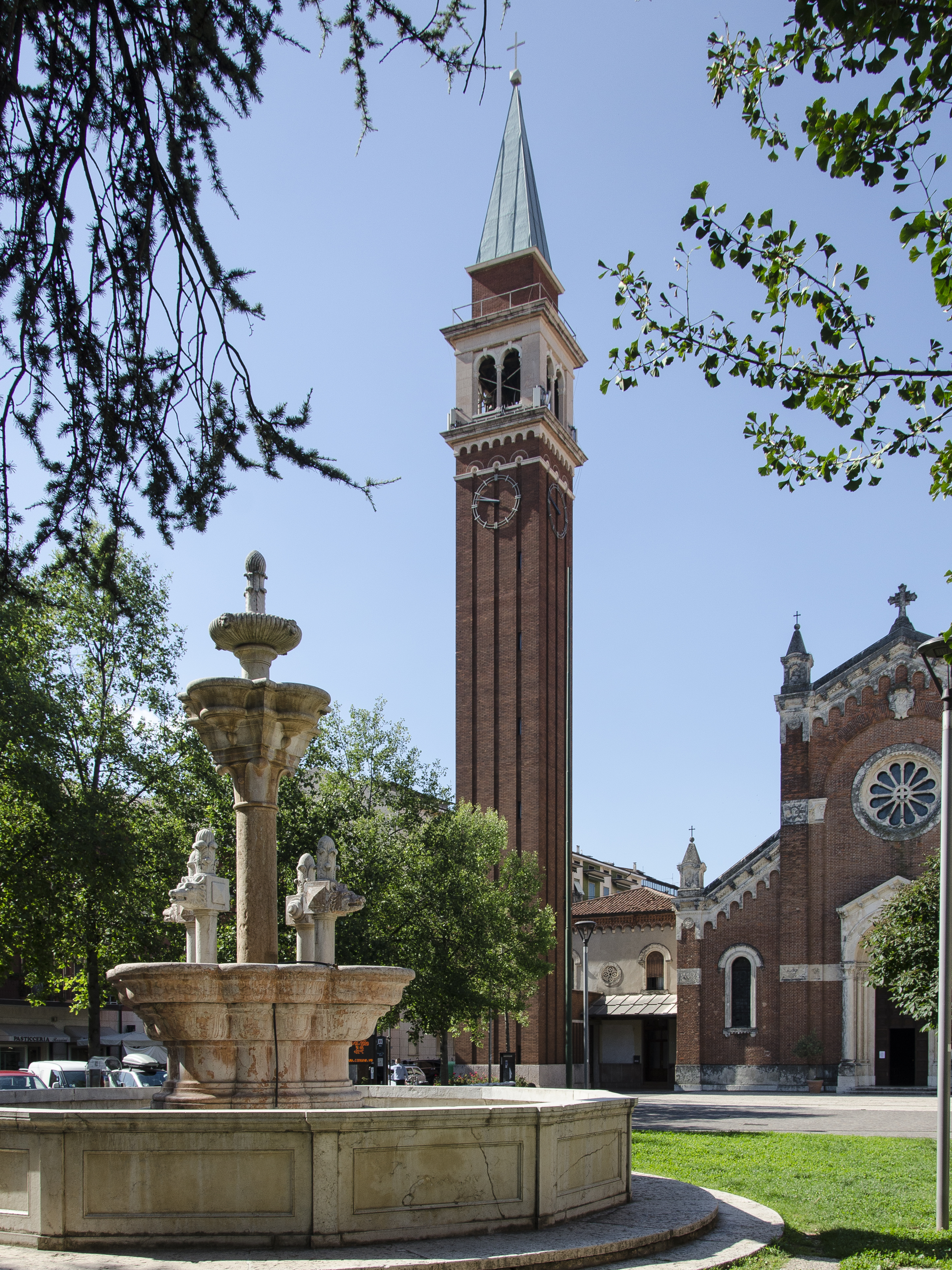
Il campanile del 1964, ultima struttura costruita

La chiesa venne realizzata tra il 1914 e il 1915 nel nascente quartiere operaio di Borgo Venezia, in quel momento in forte incremento di popolazione. Inizialmente fu una rettoria della chiesa dei Santi Nazaro e Celso, ma il 23 gennaio 1920 venne smembrata da quella parrocchia per decreto del vescovo Bartolomeo Bacilieri, divenendo così una parrocchia autonoma. Il 20 maggio 1934 venne consacrato l'altare dedicato a san Giovanni Bosco, canonizzato solo il mese precedente, mentre l'intero edificio venne consacrato dal vescovo Girolamo Cardinale il 20 settembre 1942.
Al termine della seconda guerra mondiale, l'11 marzo 1945, esplosero cinque ordigni nella piazza di fronte alla chiesa che danneggiarono la facciata e parte della copertura, restaurate nel 1948. Nel 1954 venne realizzata la cappella dell'Immacolata sul fianco del presbiterio, in occasione del centenario della proclamazione del dogma dell'Immacolata Concezione, mentre nel 1964 venne edificato il campanile.

## Descrizione

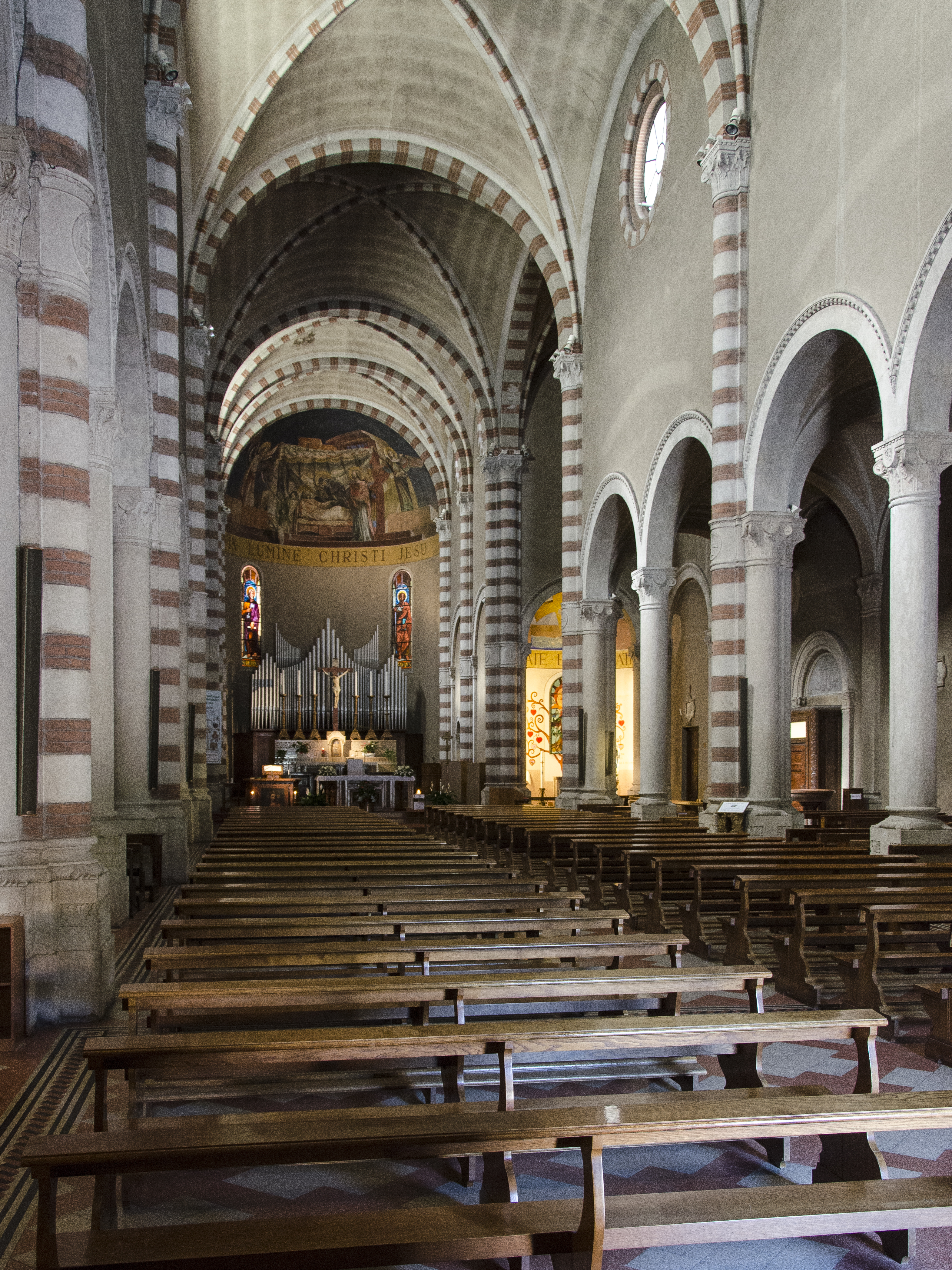
L'interno

La facciata a salienti della chiesa, in stile neoromanico, è interamente in mattoni di laterizio faccia a vista; essa si contraddistingue per il portale d'ingresso protetto da un protiro impostato su due colonne corinzie e con una lunetta dove è rappresentato, in bassorilievo, san Giuseppe. Sopra l'ingresso si trova un rosone mentre ai lati due monofore a tutto sesto; a coronare il prospetto una cornice ad archetti pensili, quattro pinnacoli e al centro una croce in pietra.
Il campanile, che si trova separato dall'edificio chiesastico, ha un fusto in mattoni particolarmente slanciato e presenta, su tre lati, degli orologi in metallo. La cella campanaria ad edicola presenta quattro bifore a tutto sesto, una per lato, ed è sormontata da un elemento cubico su cui si imposta la copertura a piramide.
La pianta della chiesa è del tipo basilicale, con tre navate separate da archeggiature impostate su pilastri cruciformi alternati a colonne, con uno pseudotransetto che mantiene la medesima profondità delle navate laterali. Il presbiterio è separato dal resto dell'aula tramite tre gradini e si conclude con un'abside semicircolare. Questi spazi sono coperti da una teoria di volta a crociera costolonate, tranne l'abside che è coperta da una semicalotta sferica che presenta un Transito di San Giuseppe opera di Pino Casarini. Ai lati del presbiterio si trovano la cappella del battistero (a destra), la cappella della Sacra Famiglia e quella dell'Immacolata (a sinistra).